# Robert Rossen
Robert Rossen (ur. 16 marca 1908 w Nowym Jorku, zm. 18 lutego 1966 tamże) – amerykański reżyser, scenarzysta i producent filmowy.

## Życiorys
Urodził się w rodzinie żydowskich imigrantów z Rosji. Jego ojciec był rabinem. Rossen był reżyserem dziesięciu filmów; napisał scenariusze do większości z nich i jeszcze do kilkunastu innych. Dwa jego filmy przyniosły mu 4 nominacje do Oscara; w 1950 za scenariusz i reżyserię filmu Gubernator (1949) oraz w 1962, również za scenariusz i reżyserię filmu Bilardzista (1961). Gubernator przyniósł mu nagrodę Złotego Globu dla najlepszego reżysera.
W latach 50. początkowo odmawiał zeznań przed Komisją do Badania Działalności Antyamerykańskiej, jednak w końcu uległ i przyznał, że należał do Komunistycznej Partii Stanów Zjednoczonych. Ujawnił wówczas także kilkudziesięciu innych członków partii.

## Filmografia (jako reżyser)
- Johnny O’Clock (1947)
- Ostatnia runda (1947)
- Gubernator (1949)
- The Brave Bulls (1951)
- Mambo (1954)
- Aleksander Wielki (1956)
- Wyspa w słońcu (1957)
- W drodze do Cordury (1959)
- Bilardzista (1961)
- Lilith (1964)